# Westminster Standards
Als Westminster Standards bezeichnet man eine Reihe theologischer Dokumente, die in den Jahren 1643 bis 1649 verfasst und von der Westminstersynode verabschiedet wurden. Zu den Westminster Standards rechnet man die Westminster Confession of Faith, den Westminster Larger Catechism (einen großen Katechismus), den Westminster Shorter Catechism (einen kleinen Katechismus), das Westminster Directory of Public Worship (eine allgemeine Gottesdienstordnung, auch Directory of Public Worship genannt) sowie die Form of Presbyterian Church Government. Schriften der Westminster Standards haben bis heute Gültigkeit als zentrale Bekenntnisschriften presbyterianischer Kirchen.